# صومعه سنت مریم دیپارا
صومعه سنت مریم دیپارا (انگلیسی: Monastery of Saint Mary Deipara)،  صومعه‌ای متعلق به کلیسای ارتدکس قبطی است که در وادی نطرون در صحرای نیترین و استان بحیره در کشور مصر واقع شده است. این صومعه در فاصله ۵۰۰ متری شما‌ل‌غربی صومعه سنت پیشوی قرار گرفته است.